# Guatemala Feliz
Guatemala Feliz este imnul național din Guatemala.